# Йохан Глаубер
Йохан Рудолф Глаубер (на немски: Johann Rudolf Glauber) е германско-холандски аптекар и химик. На негово име е кръстена глауберовата сол (натриев сулфат).